# China Anne McClain
Pour les articles homonymes, voir McClain.
China Anne McClain est une actrice, chanteuse et danseuse afro-américaine née le 25 août 1998, à Decatur, en Géorgie.
Elle se fait connaître dans des productions de Disney Channel notamment en interprétant le personnage principal de la série télévisée Section Genius mais également avec le rôle d'Uma, la fille d'Ursula, dans les deux derniers volets de la trilogie Descendants.
De 2018 à 2021, elle joue le rôle de Jennifer Pierce dans la série télévisée fantastique Black Lightning, adaptée du DC Comics du même nom.

## Biographie

### Enfance et débuts précoces
China Anne McClain vient d'une famille d'artistes: son père, Michael McClain est un producteur de musique, chanteur, écrivain et ingénieur du son. Elle est la cousine de Meagan Good. Sa première collaboration était pour la sœur de Beyoncé, Solange Knowles (Sky Away). Sa mère est aussi chanteuse et compositrice. Elle a deux sœurs, Sierra et Lauryn avec qui elles forment un groupe de musique pop nommée les McClain. La musique est produite par la société de production de leur père, Gabesworld Music. Elle a un petit frère, Gabriel, qui joue, chante et danse et qui a inspiré le nom de la société de production musicale de la famille.
A seulement 7 ans, elle fait ses débuts au cinéma en 2005 dans le film The Gospel aux côtés de Boris Kodjoe et Idris Elba.
China décroche ensuite un rôle important dans la série télévisée Tyler Perry's House of Payne, dans laquelle elle incarne Jazmine Payne, la fille de Clarence James alias CJ et Janine Payne. Dans un premier temps, ce rôle la familiarise au public américain. Elle apparaît ainsi, entre 2006 et 2012, dans une centaine d'épisodes.

### RévélationDisney

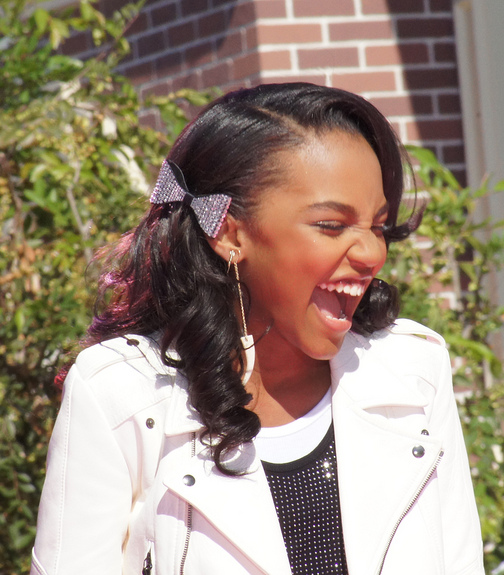
Disney Parade 2011.

En 2007, elle joue le rôle d'une petite fille innocente prénommée Chyna dans le drame Daddy's Little Girls film dans lequel ses sœurs Sierra et Lauryn tiennent le rôle de ses sœurs aînées.
Elle enchaîne ensuite les apparitions à la télévision : Elle joue le rôle d'une petite fille prénommée Isabel dans l'épisode Pour que tu mentes encore de la série Hannah Montana, elle intervient dans un épisode de la série policière NCIS : Enquêtes spéciales et apparaît dans Hurricane Season dans le rôle de Alanah Collins.
Au cinéma, elle joue dans la grosse production comique Copains pour toujours aux côtés d'acteurs comme Adam Sandler, Cameron Boyce, Salma Hayek et Kevin James, Sortie en 2010, cette comédie est laminée par la critique mais rencontre un franc succès au box-office. La même année, elle figure dans trois épisodes de la série Jonas L. A. ; elle y chante Your Biggest Fan avec les Jonas Brothers.
Après ces quelques années en tant que seconds rôles, China décroche enfin un premier rôle dans une nouvelle série développée par Disney Channel Original et créée par Dan Signer, ancien scénariste et coproducteur exécutif de La Vie de croisière de Zack et Cody, Section Genius (ANT Farm en anglais) où elle incarne Chyna Sparks avec Sierra McCormick, Jake Short et Stefanie Scott. C'est une jeune surdouée en musique qui intègre une classe spéciale dans un lycée, à seulement 11 ans. Une série dont elle chante le générique (Exceptional) et qui lui permet de montrer ses talents artistiques et vocaux, puisqu'elle enregistre un album, My Lost Persumption, dans lequel on retrouve notamment la chanson de Taio Cruz, Dynamite,.
Dans le même temps, elle incarne également Tina, un ange en formation dans Les Sorciers de Waverly Place pendant le double épisode Les sorciers contre les anges. L'année d'après, China Anne McClain apparaît dans Blagues de stars et elle joue pour la 1re fois en compagnie de ses sœurs: Lauryn et Sierra dans sa série.
Le 27 décembre 2013, elle a annoncé via twitter que Section Genius s'arrêterait à l'issue de la 3e saison. le même jour il a été annoncé que McClain quittait Hollywood Records.
China Anne McClain a participé au programme Sing Your Face Off sur ABC; le programme est diffusé du 31 mai au 14 juin 2014. Elle gagne le concours pour la 1re saison.
Performances/résultats
| 1 | Diamonds                 | Rihanna                      | Sauvée  |
| 2 | Proud Mary               | Tina Turner                  | Sauvée  |
| 3 | Rockin' Robin            | Michael Jackson et Bobby Day | Sauvée  |
| 4 | Girl on Fire             | Alicia Keys                  | Sauvée  |
| 5 | Living in America        | James Brown                  | Sauvée  |
| 6 | The Greatest Love of All | Whitney Houston              | Lauréat |

Le 14 juin 2014, China et ses sœurs - connues sous le nom de groupe McClain ont signé avec Hollywood Records.

### Progression commerciale
En juillet 2015, elle prête sa voix pour la série télévisée d'animation Descendants : Génération méchants, jusqu'en 2016. Cette année-là, elle intervient dans un épisode de la série médicale Night Shift.
Entre-temps, elle joue les guest star dans un épisode de Bones et joue l'un des rôles principaux du téléfilm de science-fiction pour enfants Le Garçon idéal, toujours en partenariat avec Disney Channel.
En 2017, China joue dans le téléfilm Descendants 2 (suite de Descendant), qui met en scène les descendants des personnages des films du studio Disney. Elle y interprète Uma, la fille d'Ursula du film La Petite Sirène, au côté de Dove Cameron, Sofia Carson, Cameron Boyce, Booboo Stewart et Mitchell Hope. Elle succède ainsi à Kristin Chenoweth dans le rôle de la méchante. Cette même-année, elle commence peu à peu à s'extirper des productions Disney avec le film d'horreur qu'elle produit Ten.

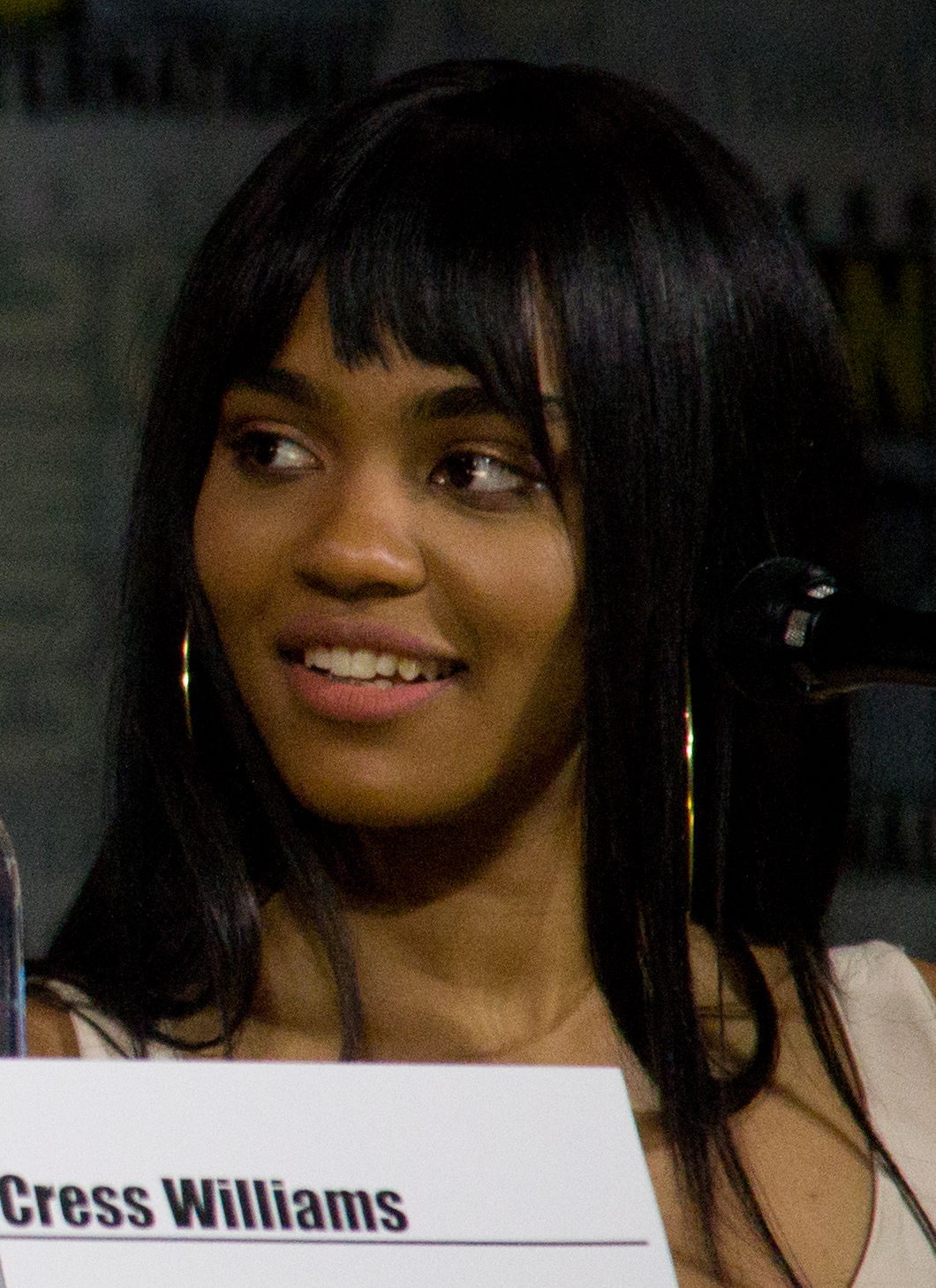
Lors de l'édition 2017 de la Comic-Con de San Diego pour la présentation de la série télévisée Black Lightning.

De 2018 à 2021, elle joue le personnage de Jennifer Pierce, fille de Black Lightning, dans la série Black Lightning inspirée du personnage de DC Comics Black Lightning / Jefferson Pierce, un super-héros créé par Tony Isabella et Trevor Von Eeden. Bien que diffusée sur le même réseau, elle ne fait pas partie de l'Arrowverse, l'univers partagé des séries Arrow et Flash mais se construit tout de même de son côté, une base de fidèles ce qui lui vaut d'être renouvelée rapidement pour une seconde saison.
La même année, elle confirme ensuite sa participation au troisième volets des aventures des Descendants et elle joue dans le film Blood Brother avec le chanteur Trey Songz et le rappeur Fetty Wap, une série B d'action largement laminée par la critique. Pour introduire Descendants 3, elle participe dans le court-métrage musical Sous l'Océan : Une histoire de Descendants et elle prête également sa voix à son personnage dans Wicked Wood : A Descendants Halloween Story, un court-métrage pour Halloween,.
Elle retrouve ensuite Adam Sandler pour une comédie horrifique distribuée par la plateforme Netflix, Hubie Halloween, six ans après Copains pour toujours 2, aux côtés d'une pléiade de stars tels que Steve Buscemi, Kevin James, Maya Rudolph, Julie Bowen.

## Filmographie

### Cinéma

#### Courts métrages
- 2008 : Six Blocks Wide de Yuri Shapochka : Voisin #8

#### Longs métrages
- 2005 : The Gospel de Rob Hardy : Alexis
- 2006 : Affaire de femmes de Tyler Perry : Youth (non créditée)
- 2007 : Daddy's Little Girls de Tyler Perry : China James
- 2007 : A Dennis the Menace Christmas de Ron Oliver : Margaret (direct-to-video)
- 2010 : Copains pour toujours de Dennis Dugan : Charlotte McKenzie
- 2013 : Copains pour toujours 2 de Dennis Dugan : Charlotte McKenzie
- 2015 : Bilal: A New Breed of Hero de Khurram H. Alavi et Ayman Jamal : Ghufaira, jeune (voix)
- 2016 : Sheep and Wolves d'Andrey Galat et Maxim Volkov : Lira (voix)
- 2017 : Ten de Chris Robert : Meg (également productrice exécutive)
- 2018 : Blood Brother de John Pogue : Darcy
- 2020 : Hubie Halloween de Steven Brill : Miss Taylor

### Télévision

#### Séries télévisées
- 2006 - 2012 et 2020 : Tyler Perry's House of Payne : Jazmine Payne (rôle récurrent - 109 épisodes)
- 2008 : Jimmy Kimmel Live! : Natasha Obama (1 épisode)
- 2009 : Hannah Montana : Isabel (1 épisode)
- 2009 : NCIS : Enquêtes spéciales : Kayla Vance (1 épisode)
- 2010 : Jonas L. A. : Kiara (saison 2, épisodes 6, 8 et 13)
- 2011 : Les Sorciers de Waverly Place : Tina (2 épisodes)
- 2011 - 2014 : Section Genius : Chyna Parks (rôle principal - 62 épisodes)
- 2014 : R.L. Stine's The Hauting Hour : Sam (1 épisode)
- 2015 : Bones : Kathryn Walling (1 épisode)
- 2015 - 2016 : VeggieTales in the House : Jenna Chive (2 épisodes)
- 2015 - 2016 : Descendants : Génération méchants : Freddie Facilier (voix, 16 épisodes)
- 2016 : The Night Shift : Lauren (1 épisode)
- 2017 : Agent K.C. : Sheena (saison 3 épisodes 1 et 2)
- 2018 - 2021 : Black Lightning : Jennifer Pierce (depuis la saison 1 - saison 4)
- 2018 : The Paynes : Jazmine Payne (3 épisodes)

#### Téléfilms
- 2010 : Hurricane Season de Tim Story: Alana Collins
- 2010 : Jack and Janet Save the Planet de Shelley Jensen : Janet
- 2014 : Le garçon idéal de Paul Hoen : Gabby Harrison
- 2017 : Descendants 2 de Kenny Ortega : Uma
- 2018 : Sous l'Océan : Une histoire de Descendants (court-métrage) de Scott Rhea : Uma
- 2019 : Descendants 3 de Kenny Ortega : Uma[17]
- 2019 : Wicked Woods: A Descendants Halloween Story (court-métrage) de Melissa Goodwin Shepherd : Uma (voix)
- 2021 : Descendants : Le Mariage royal (Descendants: The Royal Wedding) (court-métrage) de Salvador Simó : Uma (voix)
- 2024 : Descendants : L'Ascension de Red (Descendants: The Rise Of Red) de Jennifer Phang : Uma

## Discographie

### McClain
Article connexe : McCLAIN

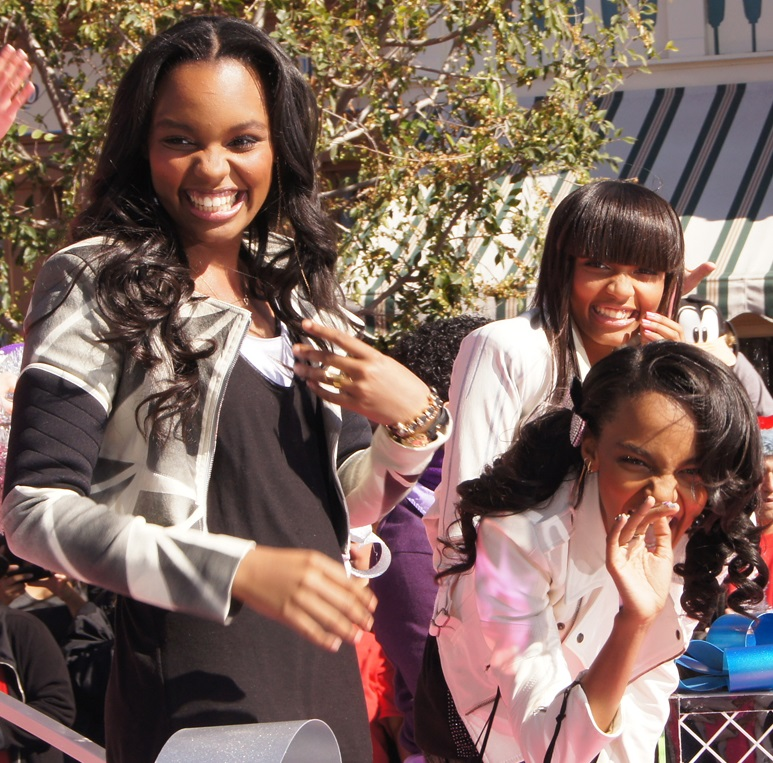
Les sœurs McCLAIN en 2011.

Elle a formé, avec ses deux sœurs Sierra McClain et Lauryn McClain, un groupe de musique de Pop, initialement produit par le label Hollywood Records.

### Bande Originale

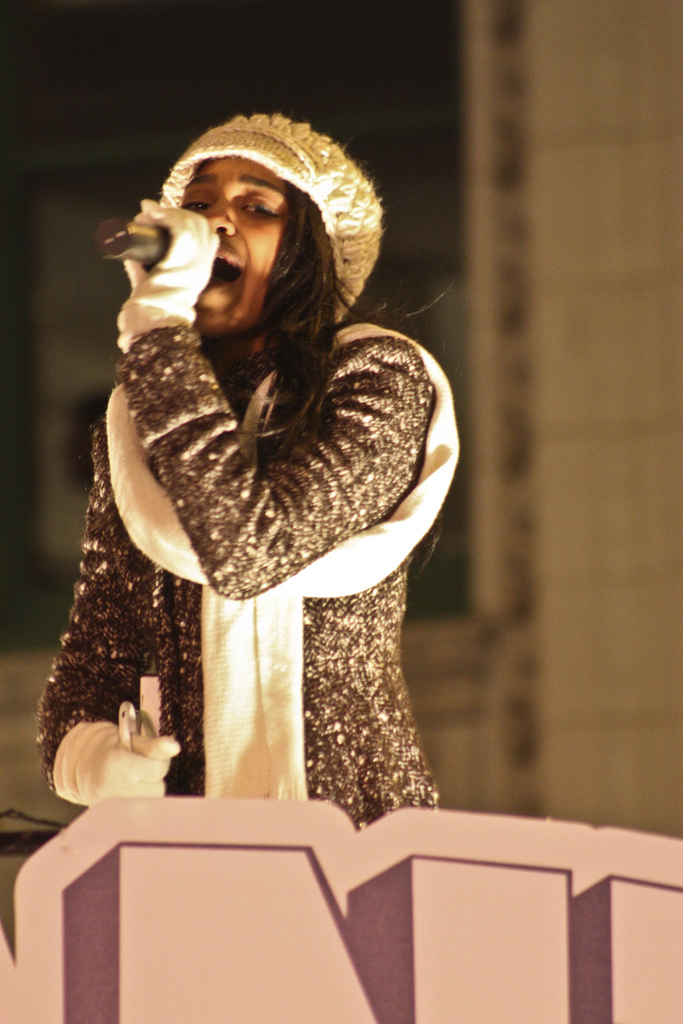
China McClain lors d'une performance musicale en 2011.

| Titre                                                                                     | Détails Album                                                                 | Meilleur Position | Meilleur Position | Meilleur Position |
| Titre                                                                                     | Détails Album                                                                 | US                | US OST            | US Kids           |
| ----------------------------------------------------------------------------------------- | ----------------------------------------------------------------------------- | ----------------- | ----------------- | ----------------- |
| A.N.T. Farm                                                                               | - sortie: 11 octobre, 2011 - Formats: CD, Téléchargement - Label: Walt Disney | 29                | 2                 | 1                 |
| "—" Signifie que l'album n'est pas sorti dans ce pays ou qu'il a échoué dans les charts . |                                                                               |                   |                   |                   |

### Singles
- 2011 : Dynamite
- 2011 : Calling All the Monsters
- 2017 : What's My Name ?

Sources,, :

### Divers
- 2009 : Your Biggest Fan avec Nick Jonas
- 2012 : I Got My Scream On
- 2012 : How Do I Get There from Here

### Clips musicaux
- 2011 : Dynamite (Disney Channel)
- 2011 : Calling All The Monsters (Disney Channel)
- 2017 : What's My Name ? (bande originale de Descendants 2)
- 2018 : Stronger (feat. Dove Cameron pour la bande originale de Descendants 3)
- 2019 : One Kiss (avec Sofia Carson, Dove Cameron pour la bande originale de Descendants 3)
- 2019 : Night Falls (avec Sofia Carson, Dove Cameron, Booboo Stewart, Cameron Boyce, Thomas Doherty et Dylan Playfair pour la bande originale de Descendants 3)
- 2024 : What's My Name (Red version) (feat Kylie Cantrall)

## Distinctions
Sauf indication contraire ou complémentaire, les informations mentionnées dans cette section proviennent de la base de données IMDb.

### Récompenses
- NAMIC Vision Awards 2011 : Meilleure actrice dans une série télévisée comique pour Tyler Perry's House of Payne
- NAMIC Vision Awards 2014 : Meilleure actrice dans une série télévisée comique pour Section Genius
- NAACP Image Awards 2014 : Meilleure performance dans un programme pour enfant – (Series or Special)[23]

### Nominations
- Teen Icon Awards 2011 : Icône de demain
- NAACP Image Awards 2012 : Meilleure performance dans un programme pour enfant – (Series or Special)
- NAACP Image Awards 2013 : Meilleure performance dans un programme pour enfant – (Series or Special)
- NAACP Image Awards 2015 : Meilleure performance dans un programme pour enfant – (Series or Special)